# Les Handicaps de la vie

Les Handicaps de la vie (titre original : Life's Handicap) est un recueil de nouvelles de Rudyard Kipling.

## Description
Publié en août 1891, Les Handicaps de la vie regroupe des nouvelles écrites par Kipling entre 1884 et 1890.
Cas principal Noam.E

## Composition
- Préface 
  - la préface se présente comme une courte nouvelle écrite par Kipling pour l'édition du recueil
  - extrait de la préface : « Oui, et moi aussi j'ai raconté des histoires aux petits, mais voici comment tu dois faire... (Ses vieux yeux se portèrent sur les peintures gaies du mur, sur la coupole bleu et rouge, et plus haut sur les fleurs éclatantes des poinsetties.) Parle-leur d'abord des choses que toi et eux vous avez vues ensemble. Ainsi leur savoir remédiera à tes imperfections. Parle-leur ensuite de ce que toi seul as vu, puis de ce que tu as entendu dire, et puisque ce sont des enfants, parle-leur batailles et rois, chevaux, diables, éléphants et anges, mais n'omets pas de leur parler d'amour et de choses semblables. »[1]
- Mulvaney, incarnation de Krishna (The Incarnation of Krishna Mulvaney) 
  - première édition en décembre 1889 dans Macmillan's Magazine
- Comment Mulvaney prit femme (The Courting of Dinah Shadd) 
  - mars 1890 dans Macmillan's Magazine
- Sur le mont Greenhow (On Greenhow Hill )
  - septembre 1890 dans Macmillan's Magazine
- Porté disparu (The Man Who Was)
  - avril 1890 dans Macmillan's Magazine
- Le Chef du district (The Head of the District) 
  - janvier 1890 dans Macmillan's Magazine
- Faute de bénédiction nuptiale (Without Benefit of Clergy) 
  - juin 1890 dans Macmillan's Magazine
- Au terme du voyage (At the End of the Passage) 
  - août 1890 dans Lippincott's Monthly magazine
- La Mutinerie des Mavericks ( The Mutiny of the Mavericks ) 
  - inédit au moment de la publication
- La Marque de la bête (The Mark of the Beast) 
  - juin 1890 dans United Services Magazine
- Le Retour d'Imray (The Return of Imray)
  - inédit
- Namgay Doola (Namgay Doola)
  - inédit
- Les Grands Gaillards de Larut (The Lang Men o' Larut)
  - 29 mai 1889 dans The Civil and Military Gazette
- Bertran et Bimi (Bertran and Bimi)
  - inédit
- Reingelder et le drapeau allemand (Reingelder and the German Flag)
  - 16 avril 1889 dans The Civil and Military Gazette
- Le Juif errant (The Wandering Jew)
  - 4 avril 1889 dans The Civil and Military Gazette
- Par le feu (Through the Fire)
  - 28 mai 1888 dans The Civil and Military Gazette
- Les Finances des dieux (The Finances of the Gods)
  - inédit
- L'Homélie de l'émir (The Amir's Homily)
  - inédit
- Les Juifs de Shushan (Jews in Shushan)
  - 4 octobre 1887 dans The Civil and Military Gazette
- L'Idée fixe du serang Pambé (The Limitations of Pambe Serang)
  - 7 décembre 1889 dans The St. James Gazette
- Le Petit Tobrah (Little Tobrah)
  - 17 juillet 1888 dans The Civil and Military Gazette
- La Mutinerie de Moti Guj (Moti Guj — Mutineer)
  - inédit
- La Route du puits-qui-gazouille (Bubbling Well Road)
  - 18 janvier 1888 dans The Civil and Military Gazette
- La Cité de l'horrible nuit (The City of Dreadful Night)
  - 10 septembre 1885 dans The Civil and Military Gazette
- Georgie Porgie (Georgie Porgie)
  - 3 mars 1888 dans The Week's News
- Naboth (Naboth)
  - 26 août 1886 dans The Civil and Military Gazette
- Le Rêve de Duncan Parrenness (The Dream of Duncan Parrenness)
  - 25 décembre 1884 dans The Civil and Military Gazette
- L'Envoi (L'Envoi)
  - un poème de Kipling publié le 8 décembre 1890 dans The National Observer

## Éditions françaises
- Le Chat maltais,  traduction de Louis Fabulet et Arthur Austin-Jackson, Mercure de France, « Collection d'auteurs étrangers », 1908 contient : Georgie Porgie. Wilton Sargent... américain. La Tombe de ses ancêtres. Le Mont Illusion. Notes sur la vie de Badalia Herodsfoot. Les Gémeaux. Le Jugement de Dungara. En temps de crue.
- Au hasard de la vie, traduction d'Albert Savine, P.-V. Stock, « Bibliothèque cosmopolite », n° 45, 1910 contient : Le Chef de district. Le Juif errant. À travers le feu. Les Juifs de Sushan. La Cité de l'épouvantable nuit. En temps de crue. La Résurrection d'Imray. Les Trois ne font qu'un. Les Petits défauts de Pambé Serang. Naboth. Georgie Porgie. Le Record de Badalia Herodsfoot.
- Au hasard de la vie, traduit de l'anglais par Théo Varlet, Nelson, « Collection Nelson » n° 288, 1928 contient : Préface, La Noire et la Blanche, Le Retour d'Imray, Le Chef du district, Naboth, La Rancune de Pambé Serang, Par le feu, L'Homélie de l'émir, Les Juifs de Sheshuan, Route du puits-qui-gazouille, La Cité de l'épouvantable nuit, Mulvaney, incarnation de Krishna, Comment Mulvaney épousa Dinah Shadd, Sur le mont de Greenhow, La Mutinerie des Mavericks
- Au hasard de la vie ou Histoires de mon pays et de son peuple, traduit de l'anglais par Théo Varlet et Nathalie Dudon, postface par Henry James, bibliographie par Francis Lacassin, Union générale d'éditions, 10-18 n° 1366, « L'Appel de la vie », 1980
- Au hasard de la vie, Histoires en noir et blanc, Trois soldats, Le Naulahka, Sous les cèdres de l'Himalaya, Wee Willie Winkie, L'Administration Smith, édition établie par Francis Lacassin, préface de Marcel Brion, R. Laffont, « Bouquins », 1988  (ISBN 2-221-05461-X)
- Œuvres. 1, Simples contes des montagnes ; Trois hommes de troupe ; Wee Willie Winkie et autres récits ; La Lumière qui s'éteint ; Les Handicaps de la vie, sous la direction de Pierre Coustillas, Gallimard, 1988, « Bibliothèque de la Pléiade » no 348, 1988  (ISBN 2-07-011154-7)

## Source
- Daniel Nury, « Les Handicaps de la vie — Notice », in Rudyard Kipling, Œuvres, Gallimard, « Bibliothèque de la Pléiade », t. I, 1988, p. 1715-1751